# Stolec smolisty
Stolce smoliste (łac. melaena) – ciemne, czarne zabarwienie stolca w efekcie degradacji hemoglobiny na skutek działania bakterii oraz reakcji chemicznych związanych sokiem żołądkowym i enzymów trawiennych na krew.
Razem z wymiotami fusowatymi są podstawowymi objawami krwawienia z przewodu pokarmowego. Smoliste stolce są głównie rezultatem krwawienia z górnego odcinka przewodu pokarmowego, ale również mogą być efektem krwawienia z dalszej części jelita cienkiego i jelita grubego. Mogą się pojawić już krótko po wystąpieniu krwawienia, gdyż obecność krwi w jelitach przyspiesza pasaż. Do wystąpienia objawu konieczna jest obecność w przewodzie pokarmowym 50–60 ml krwi. Krew musi pozostać 6–8 godzin w przewodzie pokarmowym, aby spowodować smoliste stolce. Im niżej w przewodzie pokarmowym rozpoczyna się krwawienie tym świeższa i bardziej „żywa” będzie krew po wydaleniu, kał będzie bardziej czerwony, a w krwawieniu z ostatniego odcinka (np. esicy) krew może już się nawet nie mieszać z kałem. Należy wykluczyć zażywanie preparatów żelaza (i innych barwiących leków, np. niektórych preparatów wielowitaminowych, lub potraw, np. jagód, buraków).

## Klasyfikacja ICD10
| kod ICD10     | nazwa choroby                   |
| ------------- | ------------------------------- |
| ICD-10: K92   | Inne choroby układu pokarmowego |
| ICD-10: K92.1 | Stolce smołowate                |